# Cyrtandra tayabensis
Cyrtandra tayabensis är en tvåhjärtbladig växtart som beskrevs av Adolph Daniel Edward Elmer. Cyrtandra tayabensis ingår i släktet Cyrtandra och familjen Gesneriaceae. Inga underarter finns listade i Catalogue of Life.